# 7a etapa del Tour de França de 2017
La 7a etapa del Tour de França de 2017 es va disputar el divendres 7 de juliol de 2017, entre les localitats franceses Troyes i Nuits-Saint-Georges, amb una distancia recorreguda de 213,5 quilòmetres. La victòria es va disputar a l'esprint en un final molt ajustat que va necessitar de la tecnologia per determinar el guanyador, que finalment va ser per tercer cop en aquesta edició i segon consecutiu, l'alemany, de l'equip Quick-Step Floors, Marcel Kittel. Davant l'arribada conjunta de tots els favorits, no hi va haver canvis als primers llocs de cap de les classificacions.

## Recorregut
L'etapa, disputada entre Troyes i Nuits-Saint-Georges,va ser una de les més llargues d'aquesta edició del Tour de França amb 213,5 quilòmetres. El seu recorregut, gairebé totalment pla amb només un alt de quarta categoria situat a Urcy al quilòmetre 147,5, amb una alçada de 416 metres, la convertia en una etapa ideal pels esprínters. L'esprint intermedi estava situat a Chanceaux, al quilòmetre 108.

## Desenvolupament de l'etapa
Ja des de la sortida es forma un grup d'escapats format per Manuele Mori, Yohann Gène, Dylan van Baarle i Maxime Bouet. Manuele Mori s'imposa a Maxime Bouet en el esprint intermedi. Els escapats porten mes de 2 minuts i mig d'avantatge sobre el gran grup. Sonny Colbrelli passa en primera posició del gran grup per l'esprint intermedi. Durant l'avituallament, Primož Roglič pateix una caiguda sense conseqüències i aviat es reincorpora al gran grup. Un 20 minuts més tard, Primoz Roglic es veu novament implicat en una caiguda, juntament amb Daniel Navarro i Romain Sicard. Els tres es poden reincorporar sense conseqüències.
Els escapats passen per l'alt d'Urcy, amb Maxime Bouet en primera posició, amb 2 minuts i 14 segons d'avantatge. A uns 60 quilòmetres, poc després de superar el port de 4a categoria, el gran grup incrementa el ritme i a poc a poc va reduint la distancia amb els escapats, que son finalment neutralitzats a 6 quilòmetres de meta.
En un esprint final ajustadíssim Marcel Kittel s'imposa sobre Edvald Boasson Hagen. L'arribada ha estat tant igualada entre aquests dos ciclistes, que els jutges van haver fer servir la tecnologia per decidir el guanyador.

## Resultats de l'etapa

### Classificació de l'etapa
| \| Classificació de l'etapa \| Classificació de l'etapa \| Classificació de l'etapa \| Classificació de l'etapa \| Classificació de l'etapa \| \| Corredor \| Corredor \| Equip \| Temps \| \| \| ------------------------ \| ------------------------ \| -------------------------- \| ------------------------ \| ------------------------ \| \| 1r \| Marcel Kittel \| Quick-Step Floors \| 5h 03' 18" \| \| \| 2n \| Edvald Boasson Hagen \| Dimension Data \| + 0" \| \| \| 3r \| Michael Matthews \| Team Sunweb \| + 0" \| \| \| 4t \| Alexander Kristoff \| Katusha-Alpecin \| + 0" \| \| \| 5è \| John Degenkolb \| Trek-Segafredo \| + 0" \| \| \| 6è \| Dylan Groenewegen \| LottoNL-Jumbo \| + 0" \| \| \| 7è \| Rüdiger Selig \| Bora-Hansgrohe \| + 0" \| \| \| 8è \| Nacer Bouhanni \| Cofidis, Solutions Crédits \| + 0" \| \| \| 9è \| André Greipel \| Lotto-Soudal \| + 0" \| \| \| 10è \| Daniel McLay \| Fortuneo-Oscaro \| + 0" \| \| |                      |                            |            |
| |                      |                            |            |
| Font: ProCyclingStats |                      |                            |            |
| Classificació de l'etapa |                      |                            |            |
| Corredor | Corredor             | Equip                      | Temps      |
| 1r | Marcel Kittel        | Quick-Step Floors          | 5h 03' 18" |
| 2n | Edvald Boasson Hagen | Dimension Data             | + 0"       |
| 3r | Michael Matthews     | Team Sunweb                | + 0"       |
| 4t | Alexander Kristoff   | Katusha-Alpecin            | + 0"       |
| 5è | John Degenkolb       | Trek-Segafredo             | + 0"       |
| 6è | Dylan Groenewegen    | LottoNL-Jumbo              | + 0"       |
| 7è | Rüdiger Selig        | Bora-Hansgrohe             | + 0"       |
| 8è | Nacer Bouhanni       | Cofidis, Solutions Crédits | + 0"       |
| 9è | André Greipel        | Lotto-Soudal               | + 0"       |
| 10è | Daniel McLay         | Fortuneo-Oscaro            | + 0"       |

### Bonificacions a meta
| Pos. | Ciclista                   | Equip             | Bonificació |
| ---- | -------------------------- | ----------------- | ----------- |
| 1    | Marcel Kittel (GER)        | Quick-Step Floors | 10 s.       |
| 2    | Edvald Boasson Hagen (NOR) | Dimension Data    | 6 s.        |
| 3    | Michael Matthews (AUS)     | Sunweb            | 4 s.        |

### Gran premi de la muntanya
| Pos. | Ciclista           | Equip             | Punts |
| ---- | ------------------ | ----------------- | ----- |
| 1    | Maxime Bouet (FRA) | Quick-Step Floors | 1     |

## Rànquings al final de l'etapa

### Classificació general
| \| Classificació general \| Classificació general \| Classificació general \| Classificació general \| Classificació general \| \| Corredor \| Corredor \| Equip \| Temps \| \| \| --------------------- \| ------------------------ \| --------------------- \| --------------------- \| --------------------- \| \| 1r \| Christopher Froome \| Team Sky \| 28h 47' 51" \| \| \| 2n \| Geraint Thomas \| Team Sky \| + 12" \| \| \| 3r \| Fabio Aru \| Astana \| + 14" \| \| \| 4t \| Daniel Martin \| Quick-Step Floors \| + 25" \| \| \| 5è \| Richie Porte \| BMC Racing Team \| + 39" \| \| \| 6è \| Simon Yates \| Orica-Scott \| + 43" \| \| \| 7è \| Romain Bardet \| AG2R La Mondiale \| + 47" \| \| \| 8è \| Alberto Contador Velasco \| Trek-Segafredo \| + 52" \| \| \| 9è \| Nairo Quintana Rojas \| Movistar Team \| + 54" \| \| \| 10è \| Rafał Majka \| Bora-Hansgrohe \| + 1' 01" \| \| |                          |                   |             |
| |                          |                   |             |
| Font: ProCyclingStats |                          |                   |             |
| Classificació general |                          |                   |             |
| Corredor | Corredor                 | Equip             | Temps       |
| 1r | Christopher Froome       | Team Sky          | 28h 47' 51" |
| 2n | Geraint Thomas           | Team Sky          | + 12"       |
| 3r | Fabio Aru                | Astana            | + 14"       |
| 4t | Daniel Martin            | Quick-Step Floors | + 25"       |
| 5è | Richie Porte             | BMC Racing Team   | + 39"       |
| 6è | Simon Yates              | Orica-Scott       | + 43"       |
| 7è | Romain Bardet            | AG2R La Mondiale  | + 47"       |
| 8è | Alberto Contador Velasco | Trek-Segafredo    | + 52"       |
| 9è | Nairo Quintana Rojas     | Movistar Team     | + 54"       |
| 10è | Rafał Majka              | Bora-Hansgrohe    | + 1' 01"    |

### Classificació per punts
| Classificació per punts | Classificació per punts | Classificació per punts    | Classificació per punts | Classificació per punts |
| Corredor                | Corredor                | Equip                      | Punts                   |                         |
| ----------------------- | ----------------------- | -------------------------- | ----------------------- | ----------------------- |
| 1r                      | Marcel Kittel           | Quick-Step Floors          | 197 pts                 |                         |
| 2n                      | Arnaud Démare           | FDJ                        | 182 pts                 |                         |
| 3r                      | Michael Matthews        | Team Sunweb                | 123 pts                 |                         |
| 4t                      | André Greipel           | Lotto-Soudal               | 110 pts                 |                         |
| 5è                      | Alexander Kristoff      | Katusha-Alpecin            | 102 pts                 |                         |
| 6è                      | Edvald Boasson Hagen    | Dimension Data             | 66 pts                  |                         |
| 7è                      | Sonny Colbrelli         | Bahrain-Merida             | 60 pts                  |                         |
| 8è                      | Nacer Bouhanni          | Cofidis, Solutions Crédits | 54 pts                  |                         |
| 9è                      | Daniel Martin           | Quick-Step Floors          | 47 pts                  |                         |
| 10è                     | Dylan Groenewegen       | LottoNL-Jumbo              | 44 pts                  |                         |

### Classificació dels joves
| Classificació del millor jove | Classificació del millor jove | Classificació del millor jove | Classificació del millor jove | Classificació del millor jove |
| Corredor                      | Corredor                      | Equip                         | Temps                         |                               |
| ----------------------------- | ----------------------------- | ----------------------------- | ----------------------------- | ----------------------------- |
| 1r                            | Simon Yates                   | Orica-Scott                   | 28h 48' 34"                   |                               |
| 2n                            | Pierre Latour                 | AG2R La Mondiale              | + 24"                         |                               |
| 3r                            | Louis Meintjes                | UAE Team Emirates             | + 41"                         |                               |
| 4t                            | Emanuel Buchmann              | Bora-Hansgrohe                | + 46"                         |                               |
| 5è                            | Guillaume Martin              | Wanty-Groupe Gobert           | + 1' 44"                      |                               |
| 6è                            | Tiesj Benoot                  | Lotto-Soudal                  | + 1' 47"                      |                               |
| 7è                            | Lilian Calmejane              | Direct Énergie                | + 3' 41"                      |                               |
| 8è                            | Aleksei Lutsenko              | Astana                        | + 4' 59"                      |                               |
| 9è                            | Jay McCarthy                  | Bora-Hansgrohe                | + 7' 22"                      |                               |
| 10è                           | Élie Gesbert                  | Fortuneo-Oscaro               | + 8' 05"                      |                               |

### Classificació per equips
| Classificació per equips | Classificació per equips | Classificació per equips | Classificació per equips |
| Equip                    | Equip                    | Temps                    |                          |
| ------------------------ | ------------------------ | ------------------------ | ------------------------ |
| 1r                       | Sky                      | 86h 24' 35"              |                          |
| 2n                       | BMC Racing Team          | + 1' 59"                 |                          |
| 3r                       | AG2R La Mondiale         | + 3' 21"                 |                          |
| 4t                       | Cannondale-Drapac        | + 3' 35"                 |                          |
| 5è                       | Orica-Scott              | + 3' 58"                 |                          |
| 6è                       | Astana                   | + 6' 00"                 |                          |
| 7è                       | Bora-Hansgrohe           | + 6' 55"                 |                          |
| 8è                       | Movistar Team            | + 7' 23"                 |                          |
| 9è                       | Trek-Segafredo           | + 8' 48"                 |                          |
| 10è                      | Fortuneo-Oscaro          | + 9' 45"                 |                          |